# Dong Jingsong
Dong Jingsong est un directeur de la photographie chinois.

## Filmographie
- 2003 : Uniforme (制服, Zhìfú) de Diao Yi'nan
- 2007 : Mid-Afternoon Barks (下午狗叫,  Xiàwǔ Gǒu Jiào) de Zhang Yuedong
- 2007 : Train de nuit (夜車, Yè chē) de Diao Yi'nan
- 2009 : Guang ban de Yang Heng
- 2011 : People Mountain People Sea (人山人海, Rén shān rén hǎi) de Cai Shangjun
- 2011 : 11 Fleurs (我11, Wo 11) de Wang Xiaoshuai
- 2014 : Black Coal (白日焰火, Bai Ri Yan Huo) de Diao Yi'nan
- 2016 : The Donor de Zang Qiwu
- 2018 : À la recherche de Rohmer de Wang Chao
- 2018 : Un grand voyage vers la nuit (地球最後的夜晚, Dìqiú zuìhòu de yèwǎn) de Bi Gan (reprise)
- 2019 : Le Lac aux oies sauvages (南方车站的聚会, Nánfāng chēzhàn de jùhuì) de Diao Yi'nan

## Distinction
- Festival international du film des frères Manaki 2019 : Silver Camera 300 pour Le Lac aux oies sauvages